# Chester A. Arthur
Pour les articles homonymes, voir Arthur.
Chester Alan Arthur, né le 5 octobre 1829 à Fairfield (Vermont) et mort le 18 novembre 1886 à New York, est un avocat, général et homme d'État américain, 21e président des États-Unis. Élu comme vice-président de James A. Garfield en 1880, il lui succéda après son assassinat en 1881. Après avoir passé une grande partie de sa carrière politique dans la machine politique corrompue républicaine de New York, Arthur parvint à laver sa réputation en embrassant la cause de la réforme de la fonction publique. La défense et la mise en place du Pendleton Civil Service Reform Act fut le point d'orgue de son administration.
Né dans le Vermont, Arthur grandit dans l'État de New York et devint juriste à New York. Il s'investit au sein du Parti républicain et gravit rapidement les échelons de la machine politique dirigée par le sénateur de New York Roscoe Conkling. Nommé par le président Ulysses S. Grant au poste lucratif et politiquement influent de percepteur des douanes du port de New York en 1871, Arthur était un soutien important de Conkling et de la faction stalwart du parti républicain. Il fut démis de ses fonctions par le nouveau président Rutherford B. Hayes en 1878 qui cherchait à éliminer le clientélisme dans la ville. Lorsque James Garfield remporta la nomination républicaine pour l'élection présidentielle de 1880, Arthur fut choisi pour briguer la vice-présidence afin d'apaiser les tensions au sein du parti.
Après juste six mois en tant que vice-président, Arthur se retrouva subitement à la Maison-Blanche. À la surprise des réformateurs, il se rallia aux réformes qui avaient autrefois entraîné son expulsion du poste de percepteur. Il signa le Pendleton Act et fit appliquer vigoureusement ses dispositions. Il fut félicité pour son veto sur une loi qui aurait affecté des fonds fédéraux d'une manière qu'il jugeait excessive et présida à la renaissance de la marine américaine mais fut critiqué pour ne pas avoir réussi à réduire le surplus budgétaire qui s'était accumulé depuis la fin de la guerre de Sécession. Il fait adopter la Loi d'exclusion des Chinois en 1882, qui interdit l'immigration chinoise pour dix ans et proscrit la naturalisation des Chinois présents aux États-Unis. Malade, il ne chercha pas vraiment à se représenter en 1884 et se retira à la fin de son mandat. Comme le journaliste Alexander McClure (en) l'écrivit plus tard : « Aucun homme n'avait accédé à la présidence en étant si largement et si profondément méprisé que Chester Alan Arthur et aucun ne s'était retiré avec un tel respect que ce soit de la part de ses amis ou de ses ennemis politiques ».

## Jeunesse

### Naissance et famille
Chester Alan Arthur est né le 5 octobre 1829 à Fairfield dans le Vermont ; il était le cinquième enfant de la famille. Sa mère, Malvina Stone, était né dans le Vermont et était la fille de George Washington Stone et de Judith Stevens. La famille de Malvina était principalement d'ascendance anglaise et son grand-père, Uriah Stone, combattit dans l'armée continentale durant la Révolution américaine. Son père, William Arthur, était né dans le comté d'Antrim en Irlande et avait émigré à Dunham dans le Bas-Canada (actuel Québec) en 1818 ou 1819 après avoir été diplômé du Belfast College.  La mère d'Arthur rencontra son père alors qu'il travaillait à l'école de Dunham juste au-delà de la frontière du Vermont et les deux se marièrent le 12 avril 1821. Après la naissance de leur premier enfant, Régina, à Dunham, la famille déménagea dans le Vermont et s'installa successivement à Burlington, Jericho et Waterville car William devait se déplacer pour trouver un travail dans différentes écoles. À Waterville, il se sépara de son éducation presbytérienne et rejoignit les baptistes du libre arbitre où il passa le reste de sa vie en tant que pasteur. Il devint également un abolitionniste convaincu ce qui le rendit parfois peu populaire au sein de sa congrégation et contribua aux fréquents déplacements de la famille. En 1828, la famille déménagea à nouveau et s'installa à Fairfield, où Chester Alan Arthur naquit l'année suivante. Il fut nommé « Chester » d'après Chester Abell, le médecin et ami de la famille qui participa à l'accouchement et « Alan » d'après son grand-père paternel. Après la naissance d'Arthur, la famille resta à Fairfield jusqu'en 1832 lorsque la profession du père d'Arthur les obligea à déménager dans plusieurs villes du Vermont et de l'État de New York avant de s'établir dans la région de Schenectady.
Les fréquents déménagements de la famille devinrent par la suite la base d'accusations selon lesquelles Chester Arthur n'était pas un citoyen natif des États-Unis. Après qu'Arthur eut été nommé pour briguer la vice-présidence en 1880, ses adversaires politiques suggérèrent qu'il pourrait constitutionnellement ne pas être éligible à cette fonction. Un avocat de New York, Arthur P. Hinman, apparemment engagé par ses opposants chercha à démontrer les rumeurs sur une naissance à l'étranger d'Arthur. Hinman avança initialement qu'Arthur était né en Irlande et qu'il n'était arrivé aux États-Unis qu'à l'âge de quatorze ans ce qui le rendait inéligible pour la vice-présidence du fait de la clause de naissance de la Constitution,. Il n'apporta aucune preuve puis prétendit ensuite qu'Arthur était né au Canada mais cette rumeur ne fut pas non plus démontrée.

### Études
Arthur passa une partie de son enfance à Perry et à Greenwich dans l'État de New York. Durant sa jeunesse, il se rapprocha des idées du parti whig et il rejoignit d'autres jeunes whigs en soutien d’Henry Clay et participa même à une rixe contre des étudiants soutenant James K. Polk. Il afficha également son soutien à la confrérie de Fenian en portant une veste verte. Arthur s'inscrivit à l'Union College de Schenectady, en 1845 où il reçut une éducation classique traditionnelle,. À l'âge de 18 ans, il rejoignit à la fraternité Phi Beta Kappa et devint président du club de débat. Durant ses vacances d'hiver, Arthur enseigna à l'école de Schaghticoke.
Après avoir été diplômé, Arthur retourna à Schaghticoke et devint enseignant à plein temps mais, peu après, il commença des études de droit. Il continua à enseigner durant ses études et se rapprocha de la maison familiale en prenant un poste d'enseignant à Pownal dans le Vermont. Tout à fait par hasard, le futur président James A. Garfield enseigna la calligraphie dans la même école trois ans plus tard mais leurs chemins ne se croisèrent pas. En 1852, Arthur déménagea à Cohoes dans l'État de New York où il devint le directeur d'une école où sa sœur Malvina était enseignante. Après avoir économisé suffisamment d'argent et avoir étudié à la State and National Law School à Ballston Spa, il déménagea à New York l'année suivante pour rejoindre le cabinet d'Erastus D. Culver, un avocat abolitionniste et un ami de la famille. Lorsqu'Arthur fut admis au barreau en 1854, il rejoignit le cabinet qui fut renommé Culver, Parker et Arthur.

## Début de carrière

### Avocat à New York

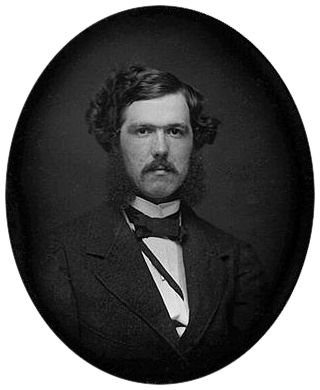
Arthur vers 1858.

Lorsqu'Arthur rejoignit le cabinet, Culver et le procureur de New York, John Jay (en) (le petit-fils du père fondateur du même nom) menaient une action en habeas corpus contre Jonathan Lemmon, un propriétaire d'esclaves de Virginie qui traversait New York avec ses huit esclaves. Dans cette affaire appelée Lemmon v. New York (en), Culver avança que, comme la loi de New York n'autorisait pas l'esclavage, tout esclave arrivant à New York était automatiquement affranchi. L'argument fut efficace et plusieurs appels furent rejetés par la cour d'appel de New York en 1860. Les biographies rédigées par ses partisans lui accordèrent la plus grande part du crédit de cette victoire ; en réalité son rôle était mineur même s'il avait certainement été un participant actif dans l'affaire. Dans une autre affaire de droits civiques en 1854, Arthur fut le principal avocat d'Elizabeth Jennings Graham (en) après qu'on lui eut refusé un siège dans un tramway car elle était noire. Il remporta l'affaire et le verdict mena à la déségrégation des lignes de tramway de New York.
En 1856, Arthur courtisa Ellen Herndon, la fille de William Lewis Herndon, un officier naval de Virginie. Les deux se fiancèrent rapidement. Plus tard dans l'année, il entama un nouveau partenariat avec un ami, Henry D. Gardiner, et se rendit avec lui dans le Kansas pour étudier la possibilité de s'y établir et d'y fonder un cabinet d'avocat. Au même moment, l'État était le lieu d'une lutte violente entre les partisans et les opposants de l'esclavage et Arthur se rallia à ces derniers. La rude vie sur la Frontier ne s'accordait pas avec la vie raffinée des New-yorkais ; après trois ou quatre mois les deux avocats retournèrent à New York où Arthur réconforta sa fiancée après que son père eut disparu en mer à bord du SS Central America. En 1859, ils se marièrent à l'église épiscopale de Manhattan. Après leur mariage, Arthur se consacra à son travail d'avocat mais il trouva également le temps de s'impliquer dans le parti républicain.

### Guerre de Sécession

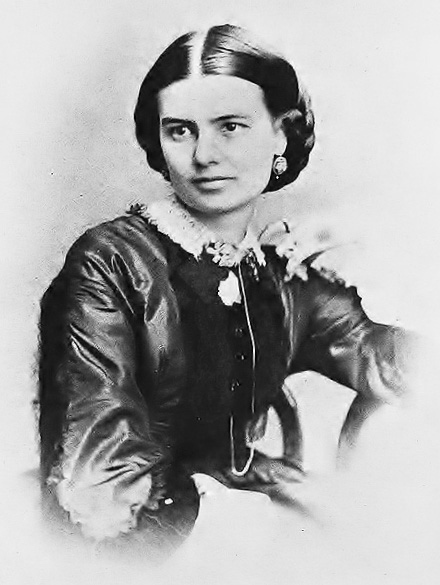
Arthur épousa Ellen Herndon en 1859.

En 1860, Arthur fut nommé dans le comité militaire du gouverneur Edwin D. Morgan. Le poste était une fonction de faible importance jusqu'au déclenchement de la guerre de Sécession en avril 1861 quand les États du Nord des États-Unis durent lever et équiper des forces armées d'une taille encore jamais vue dans l'histoire américaine. Arthur reçut le grade de brigadier-général et fut assigné au département de l'intendance. Il était si efficace à loger et à équiper les troupes qui se déversaient dans la ville de New York qu'il fut promu au rang d'inspecteur général de la milice d'État en février 1862 puis au quartier-général de l'intendance en juillet. Il eut l'opportunité de servir sur le front lorsque le 9e régiment d'infanterie de New York l'élut colonel au début de la guerre mais il refusa et resta à son poste à la demande du gouverneur Morgan. Arthur s'approcha du front lorsqu'il voyagea vers le Sud pour inspecter les troupes de New York près de Fredericksburg en Virginie en mai 1862 ; peu après les forces du major-général Irvin McDowell s'emparèrent de la ville durant la campagne de la Péninsule. Durant l'été, les autres représentants des gouverneurs du Nord et lui rencontrèrent le secrétaire d'État William H. Seward à New York pour coordonner la levée de nouvelles troupes et il passa les mois suivants à atteindre le quota new-yorkais de 120 000 hommes. Arthur reçut les félicitations pour son travail mais son poste était politique et il fut relevé de ses fonctions en janvier 1863 quand le démocrate Horatio Seymour devint gouverneur.
Arthur reprit son activité de juriste en 1863 et les affaires du cabinet Arthur & Gardiner étaient florissantes. Si sa vie professionnelle s'améliorait, Arthur et son épouse connurent une tragédie personnelle quand leur unique enfant, William, mourut soudainement à l'âge de trois ans. Le couple dut surmonter cette épreuve et lorsqu'ils eurent un autre fils, Chester Alan Jr., en 1864, ils redoublèrent d'affection. Ils eurent également une fille, Ellen, en 1871 et les deux enfants arrivèrent à l'âge adulte. Les perspectives politiques d'Arthur s'améliorèrent de même que ses affaires professionnelles lorsque son patron, l'ancien gouverneur Morgan, fut élu au Sénat des États-Unis. Il fut engagé par Thomas Murphy, un chapelier qui vendait des marchandises à l'armée américaine, pour le représenter à Washington. Les deux devinrent associés au sein des cercles du parti républicain de New York et Arthur commença à s'affirmer dans la branche conservatrice du parti dominé par Thurlow Weed. Lors de l'élection présidentielle de 1864, Arthur et Murphy levèrent des fonds auprès des républicains de New York et il assista à la seconde investiture d'Abraham Lincoln en 1865.

## Politique à New York

### Machine de Conkling

Arthur travailla pendant sept ans au bureau des douanes de New York.

La fin de la guerre de Sécession offrit de nouvelles opportunités pour les hommes de la machine politique républicaine de Morgan dont Arthur faisait partie. Morgan se rapprocha de l'aile conservatrice du parti républicain de New York et les hommes qui travaillaient pour lui comme Weed, Seward (qui servait en tant que secrétaire d'État du président Andrew Johnson) et Roscoe Conkling (un éloquent congressiste d'Utica et étoile montante du parti) firent de même. Arthur était rarement en accord avec les idées politiques de la machine mais comme cela était courant à l'époque, la loyauté et le travail pour le compte de la machine étaient plus importantes que les sympathies politiques. En 1866, il tenta sans succès d'obtenir la position d'officier naval au bureau des douanes du port de New York, un poste lucratif avec peu de responsabilités. Il poursuivit néanmoins son activité de juriste, en solitaire après la mort de Gardiner, et devint membre du prestigieux Century Club (en) en 1867. Conkling, élu au Sénat en 1867, remarqua Arthur et accompagna son ascension dans le parti. Arthur devint président du comité exécutif républicain de New York en 1868. Son ascension dans la hiérarchie du parti l'occupait de nombreuses nuits et sa femme commença à lui en vouloir pour ses absences continuelles.
La machine de Conkling défendait fermement la candidature du général Ulysses S. Grant à la présidence et Arthur travailla à lever des fonds pour l'élection de 1868. La machine démocrate de New York, connue sous le nom de Tammany Hall, travaillait pour l'adversaire de Grant, l'ancien gouverneur de New York Horatio Seymour ; Grant gagna la majorité du vote populaire et fut élu mais Seymour remporta de justesse l'État de New York. Arthur commença à consacrer plus de temps à la politique qu'à son travail d'avocat. En 1869, il fut nommé conseiller à la commission fiscale de New York grâce à un arrangement passé entre son ami Murphy et William Tweed, le chef du Tammany Hall. Il resta à ce poste jusqu'en 1870 avec un salaire de 10 000 $ par an (environ 2,6 millions de dollars de 2012,). Le véritable rôle d'Arthur dans la commission fiscale reste inconnu ; après la perte de pouvoir de Tweed en 1871, Arthur ne parla jamais plus de la coopération entre la machine de Conkling et le Tammany Hall. Peu après, le président Grant donna le contrôle du clientélisme au sein du bureau des douanes du port de New York à Conkling et il nomma Murphy au poste de percepteur des douanes. La réputation de profiteur de guerre de Murphy et son association avec le Tammany Hall le rendait inacceptable pour de nombreux membres de son propre parti mais Conkling parvint néanmoins à convaincre le Sénat de confirmer cette nomination. Le percepteur était responsable du recrutement des centaines d'employés chargés de collecter les droits de douane du port le plus fréquenté des États-Unis. Typiquement, ces postes étaient distribués aux adhérents de la machine politique à laquelle appartenait le percepteur. Les employés devaient réaliser des contributions politiques (connues sous le nom d'« impositions ») pour le compte de la machine, ce qui rendait le poste très convoité par les politiciens. L'impopularité de Murphy s'accrut lorsqu'il remplaça les travailleurs loyaux à la faction républicaine du sénateur Reuben Fenton (en) par ceux loyaux à Conkling. Finalement, la pression pour remplacer Murphy devint trop grande et Grant demanda sa démission en 1871 avant de le remplacer par Arthur.
Le Sénat confirma la nomination d'Arthur. En tant que percepteur, il contrôlait près de mille employés mais il exigea également une salaire aussi importante que n'importe quel titulaire fédéral. Le salaire d'Arthur était de 6 500 $ (environ 1,7 million de dollars de 2012) mais les officiers supérieurs des douanes étaient également indemnisés par le système de « moitié », qui leur accordait un pourcentage des amendes appliquées aux importateurs qui tentaient d'éviter les droits de douane. Au total, ses revenus annuels étaient de plus de 50 000 $ (environ 13 millions de dollars de 2012), plus que le salaire du président et cela était amplement suffisant pour lui permettre de vivre dans le luxe. Parmi ceux qui travaillaient au bureau des douanes, Arthur était l'un des percepteurs les plus populaires. Il s'entendait bien avec ses subalternes et comme Murphy avait déjà rempli les effectifs avec des adhérents de Conkling, il eut peu d'occasion de limoger quelqu'un. Il était également populaire au sein du parti républicain car il collectait efficacement les impositions de campagne et plaçait les amis des dirigeants du parti aux positions qui devenaient disponibles. Arthur avait une meilleure réputation que Murphy mais les réformateurs critiquaient la corruption du clientélisme et du système de « moitié ». En 1872, une vague de réformes au sein du parti poussa Arthur à recaractériser les impositions financières des employés comme étant des « contributions volontaires » mais le principe restait le même et le parti engrangeait les bénéfices du contrôle des fonctions officielles. La même année, les républicains réformateurs formèrent le parti libéral républicain et votèrent contre Grant mais il fut réélu malgré leur opposition. Néanmoins, les partisans d'une réforme de la fonction publique continuèrent d'affaiblir le système de clientélisme de Conkling car le Congrès mit fin au système de « moitié » et imposa un salaire fixe à la direction dont Arthur après une série de scandales au sein du bureau des douanes. Par conséquent, son salaire tomba à 12 000 $ par an (environ 3 millions de dollars de 2012,).

### Affrontement avec Hayes

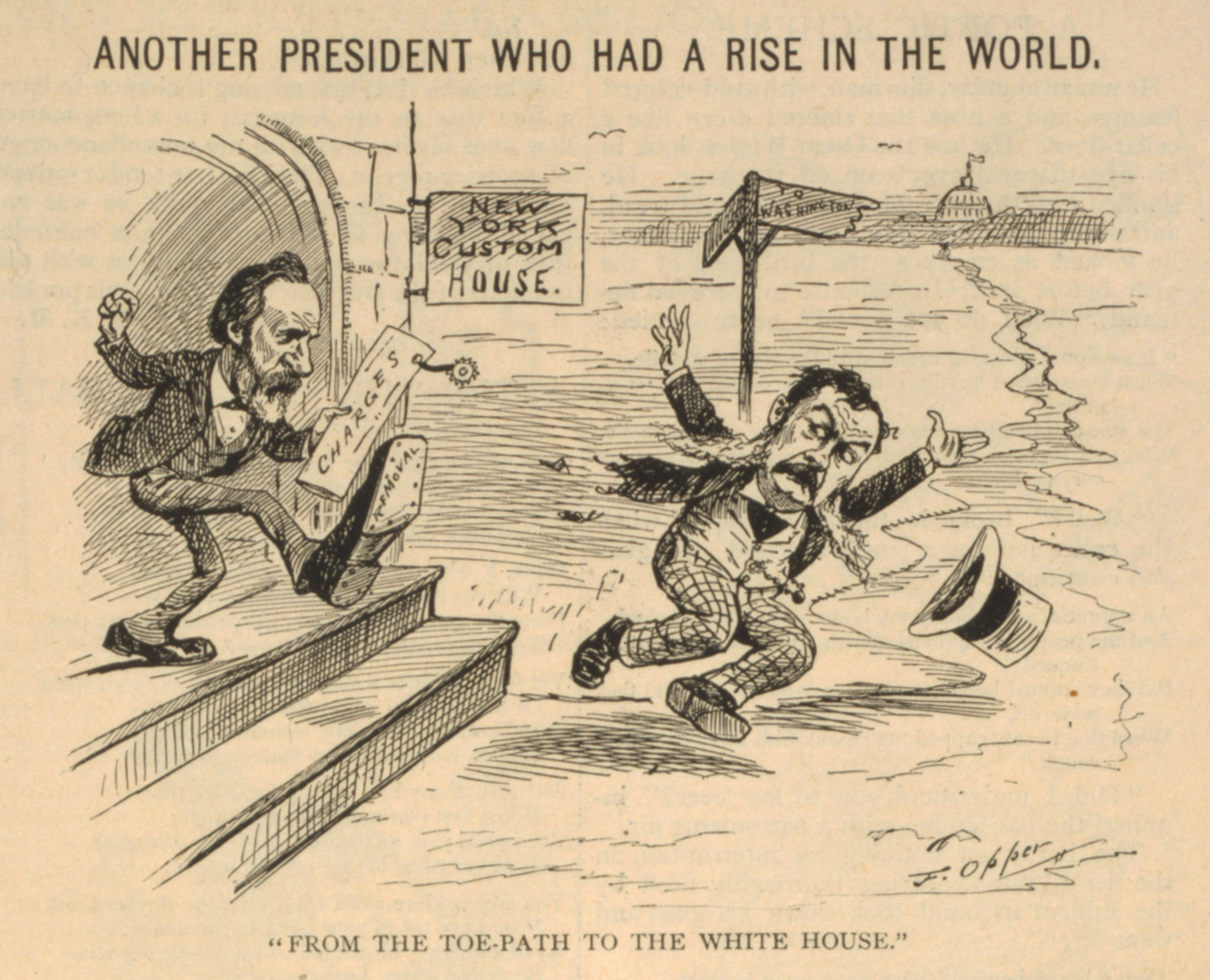
Rutherford B. Hayes chassant Arthur du bureau des douanes de New York.

Le mandat de quatre ans d'Arthur expira le 10 décembre 1875 et Conkling, maintenant l'un des politiciens les plus influents de Washington, assura sa reconduction par le président Grant. En 1876, Conkling fut envisagé pour briguer la présidence mais le choix du réformateur Rutherford B. Hayes par la convention républicaine laissait présager des difficultés pour sa machine politique. Arthur et la machine rassemblèrent des fonds pour la campagne avec leur zèle habituel mais Conkling limita ses activités de campagne à quelques discours. Il détourna des fonds du Bureau des douanes pour financer les campagnes des candidats républicains. L'adversaire de Hayes, le gouverneur de New York, Samuel J. Tilden, remporta l'État de New York mais l'élection fut entachée de nombreuses fraudes. Après plusieurs mois de controverses, une commission électorale accorda les voix des États contestés à Hayes qui devint le nouveau président.
Hayes entra en fonction en ayant promis de réformer le système de nomination des fonctionnaires qui était basé sur le système des dépouilles. En 1877, Hayes et le secrétaire au Trésor John Sherman s'attaquèrent à la machine politique de Conkling. Sherman demanda à une commission menée par John Jay d'enquêter sur le bureau des douanes de New York. Jay, avec qui Arthur avait collaboré en tant que juriste deux décennies auparavant, avança que le bureau des douanes était tellement plein de militants nommés pour des raisons électorales que 20 % des employés étaient inutiles. Sherman était moins enthousiaste à propos des réformes que Hayes et Jay mais il approuvait le rapport de la commission et ordonna à Arthur de réaliser une réduction de personnel. Arthur chargea un comité composé d'employés afin de déterminer où les coupes devaient être réalisées. En dépit de sa coopération, la commission Jay présenta un second rapport critiquant Arthur et d'autres employés du bureau des douanes et des documents ultérieurs demandèrent une réorganisation complète.
Hayes s'attaqua de front au système des dépouilles en délivrant un ordre exécutif qui interdisait aux administrateurs fédéraux de faire des donations pour les campagnes électorales et de prendre part à la vie politique. Arthur et ses subordonnés, Alonzo B. Cornell (en) et George H. Sharpe, refusèrent d'obéir à cet ordre. Sherman encouragea Arthur à démissionner en lui offrant le poste de consul à Paris mais il refusa. En septembre 1877, Hayes demanda la démission des trois hommes, ce qu'ils refusèrent de faire. Hayes proposa ensuite la nomination de Theodore Roosevelt, Sr., de L. Bradford Prince (en) et d'Edwin A. Merritt (en), tous partisans de William M. Evarts, le rival de Conkling au Sénat, pour les remplacer. Le comité du commerce du Sénat, que Conkling présidait, vota unanimement pour rejeter ces nominations et Merritt ne fut nommé que parce que le mandat de Sharpe arrivait à son terme.
Le poste d'Arthur était donc sauvé mais uniquement jusqu'en juillet 1878 lorsque Hayes profita de la vacance sénatoriale pour limoger Arthur et Cornell et les remplacer (en) respectivement par Merritt et Silas W. Burt (en). Conkling s'opposa à ces nominations lorsque le Congrès se rassembla à nouveau en février 1879 mais les deux furent approuvées et cela offrit à Hayes une victoire significative dans son programme de réforme. Après six années, Arthur se retrouvait sans emploi mais il était toujours un politicien influent. Lors des élections de 1879, Arthur et Conkling travaillèrent pour s'assurer que les candidats républicains soient des membres de la faction de Conkling qui étaient connus sous le nom de stalwarts. Ils réussirent mais de justesse car Cornell ne devint gouverneur que par 234 voix contre 216. Arthur et Conkling firent vigoureusement campagne pour le ticket stalwart et grâce à la division du parti démocrate, ils furent victorieux. Arthur et la machine avaient repoussé Hayes et ses rivaux au sein du parti mais il n'eut que quelques jours pour se réjouir car le 12 janvier 1880, sa femme mourut subitement d'une pneumonie alors qu'il était à Albany en train de préparer son agenda politique. Il était dévasté et ne se remaria jamais.

## Élection de 1880

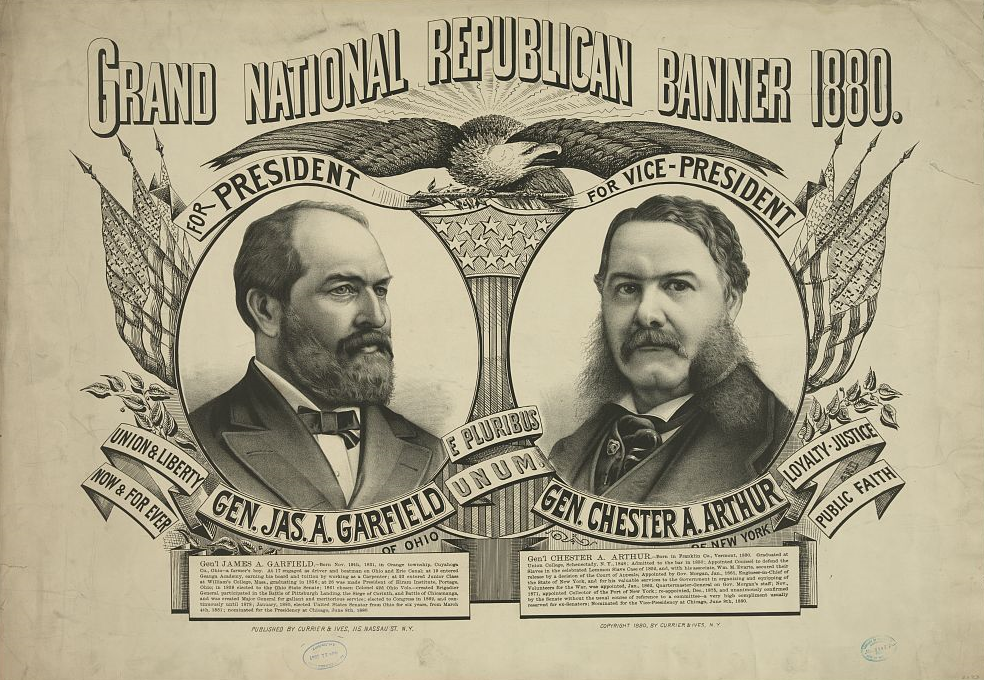
Affiche de campagne pour le ticket Garfield/Arthur.

Conkling et les stalwarts souhaitaient poursuivre leur succès de 1879 lors de la convention présidentielle républicaine de 1880 en sécurisant le choix de leur allié, l'ancien président Grant. Leurs opposants dans le parti républicain, appelés les half-breeds, soutenaient James G. Blaine, un sénateur du Maine qui semblait plus sensible à la question de la réforme de la fonction publique. Aucun des candidats ne rassembla une majorité de délégués même après 36 tours. La convention se tourna alors vers un outsider, James A. Garfield, un congressiste de l'Ohio et général de la guerre de Sécession qui n'était ni stalwart ni half-breed. Garfield et ses partisans savaient qu'ils allaient affronter une élection difficile sans le soutien des stalwarts de New York et ils décidèrent d'offrir la candidature à la vice-présidence à l'un d'entre eux. Levi Morton était le premier choix des partisans de Garfield mais ce dernier, sur le conseil de Conkling, refusa. Ils approchèrent alors Arthur. Conkling lui conseilla de refuser car il croyait que les républicains allaient perdre. Arthur pensa autrement et accepta, déclarant à Conkling, « le poste de vice-président est le plus grand honneur que j'ai jamais rêvé d'atteindre, ». Conkling se fit à l'idée de la nomination et fit campagne pour le ticket.
Comme prévu, l'élection fut serrée. Le candidat démocrate, le général Winfield Scott Hancock, était populaire et comme il n'avait pas pris de positions impopulaires (voire aucune position du tout) sur les questions d'actualité, il n'avait offensé aucune circonscription importante. Comme les républicains l'avaient fait depuis la fin de la guerre de Sécession, Garfield et Arthur axèrent leur campagne sur le bloody shirt ; l'idée selon laquelle le retour des démocrates à la Maison-Blanche annulerait la victoire de la guerre et récompenserait les sécessionnistes. La guerre étant terminée depuis quinze ans et avec des généraux dans les deux tickets, la tactique se révéla moins efficace que ce que les républicains avaient espéré. Ils changèrent donc d'arguments en avançant que les démocrates abaisseraient les droits de douane, ce qui permettrait à des produits manufacturés moins chers d'être importés d'Europe et mettrait plusieurs milliers d'ouvriers au chômage. Cet argument fut décisif dans les swing states industriels de New York et de l'Indiana. Hancock ne s'aida pas lorsque, dans une tentative pour rester neutre sur cette question, il déclara que « la question des droits de douane est un sujet local », ce qui le fit apparaître mal informé sur une question importante. Les candidats à la fonction suprême ne faisaient pas personnellement campagne à cette époque mais Arthur joua un rôle dans cette campagne à sa manière en levant des fonds. L'argent était crucial dans cette élection serrée et l'État de New York jouait un rôle central. Les républicains remportèrent l'État de New York par 20 000 voix d'avance et dans l'élection présidentielle avec le taux de participation le plus élevé de l'histoire (78,6 %), ils n'eurent que 7 000 voix d'avance au niveau national. Le résultat du collège électoral était néanmoins largement en faveur de Garfield avec 214 votes contre 155.

## Vice-présidence

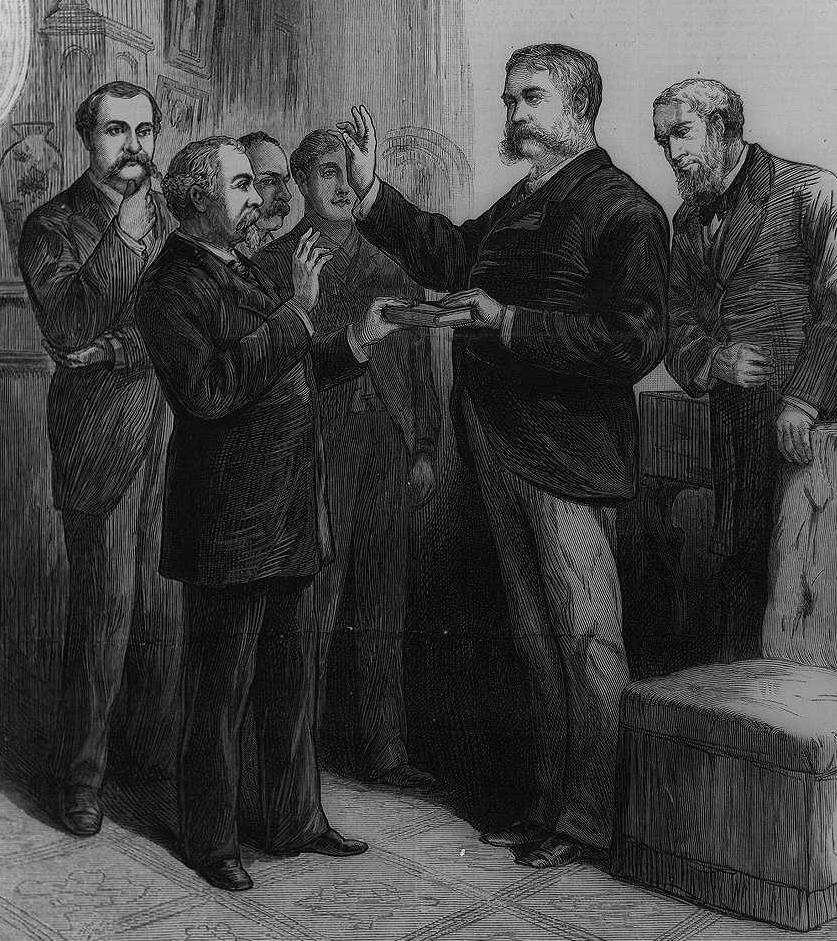
Le juge John R. Brady (à gauche) assermente Arthur dans sa résidence New-yorkaise le 20 septembre 1881.

Après l'élection, Arthur chercha à persuader Garfield de nommer des stalwarts de New York à plusieurs postes du cabinet dont celui de secrétaire au Trésor. Il fut déçu lorsqu'il découvrit que Garfield planifiait de nommer Blaine, l'ennemi juré de Conkling, au poste de secrétaire d'État. Les relations entre les deux hommes, déjà tendues, se dégradèrent encore car Garfield continuait de ne pas nommer de stalwarts aux postes disponibles. Le statut d'Arthur dans l'administration s'affaiblit également lorsque, un mois avant l'investiture, il donna un discours devant un parterre de journalistes suggérant que l'élection en Indiana, un swing state, avait été remporté grâce à des fraudes. Garfield nomma finalement un stalwart, Thomas L. James, à la tête du département des Postes mais les luttes d'influence et le discours hasardeux d'Arthur continuèrent de ternir les relations entre les deux hommes qui prêtèrent serment séparément le 4 mars 1881. Le Sénat du 47e Congrès était composé de 37 républicains, de 37 démocrates et d'un indépendant (David Davis) qui annonça qu'il s'allierait avec les démocrates, d'un Readjuster (William Mahone) dont l'allégeance était incertaine et quatre sièges vacants. Immédiatement les démocrates tentèrent d'encadrer le Sénat, sachant que les postes vacants seraient rapidement occupés par des républicains. En tant que vice-président, Arthur utilisa son droit de vote en faveur des républicains lorsque Mahone choisit de les rejoindre. Même ainsi, le Sénat resta bloqué durant deux mois du fait des nominations de Garfield dont certaines étaient rejetées par Conkling. Juste avant la vacance parlementaire en mai 1881, la situation se compliqua encore lorsque Conkling et l'autre sénateur de New York, Thomas C. Platt, démissionnèrent pour protester contre l'opposition continuelle de Garfield à leur faction.
Le Sénat étant en vacance, Arthur n'avait aucun devoir à Washington et il retourna à New York. Une fois sur place, il se rendit avec Conkling à Albany, où l'ancien sénateur avait espéré une rapide réélection au Sénat afin de désavouer l'administration Garfield,. La majorité républicaine à la législature de l'État était cependant divisée sur la question et à la surprise de Conkling et de Platt, ils se retrouvèrent à devoir affronter leurs camarades politiques,. Alors qu'il était à Albany le 2 juillet, Arthur apprit que Garfield avait été abattu. Le tireur, Charles J. Guiteau, était un avocat perturbé qui croyait qu'assassiner Garfield convaincrait Arthur de lui offrir un poste dans son administration ; il proclama aux témoins : « Je suis le stalwart des stalwarts… Arthur est maintenant président! ». Malgré ses prétendus liens avec Arthur, le public apprit rapidement que Guiteau était mentalement instable et n'avait aucun lien avec le vice-président. Plus inquiétant était le manque de clarté du dispositif de succession présidentielle : avec Garfield à l'antichambre de la mort, personne ne savait si quelqu'un pouvait exercer l'autorité présidentielle. De plus, après la démission de Conkling, le Sénat s'était séparé sans élire un président pro tempore, qui était la personne se trouvant normalement derrière Arthur dans l'ordre de succession. Arthur était réticent à agir en tant que président alors que Garfield était encore en vie et les deux mois suivants connurent une vacance du pouvoir avec Garfield trop faible pour mener ses devoirs et Arthur refusant de les assumer. Au cours de l'été, Arthur refusa de se rendre à Washington et se trouvait à sa résidence de Lexington Avenue lorsqu'il apprit dans la nuit du 19 septembre que Garfield était mort. Le juge John R. Brady (en) de la Cour suprême de New York administra le serment présidentiel dans la maison d'Arthur à 2 h 15 le lendemain matin et Arthur monta dans un train pour la capitale fédérale deux jours plus tard.

## Présidence (1881-1885)

### Prise de fonctions

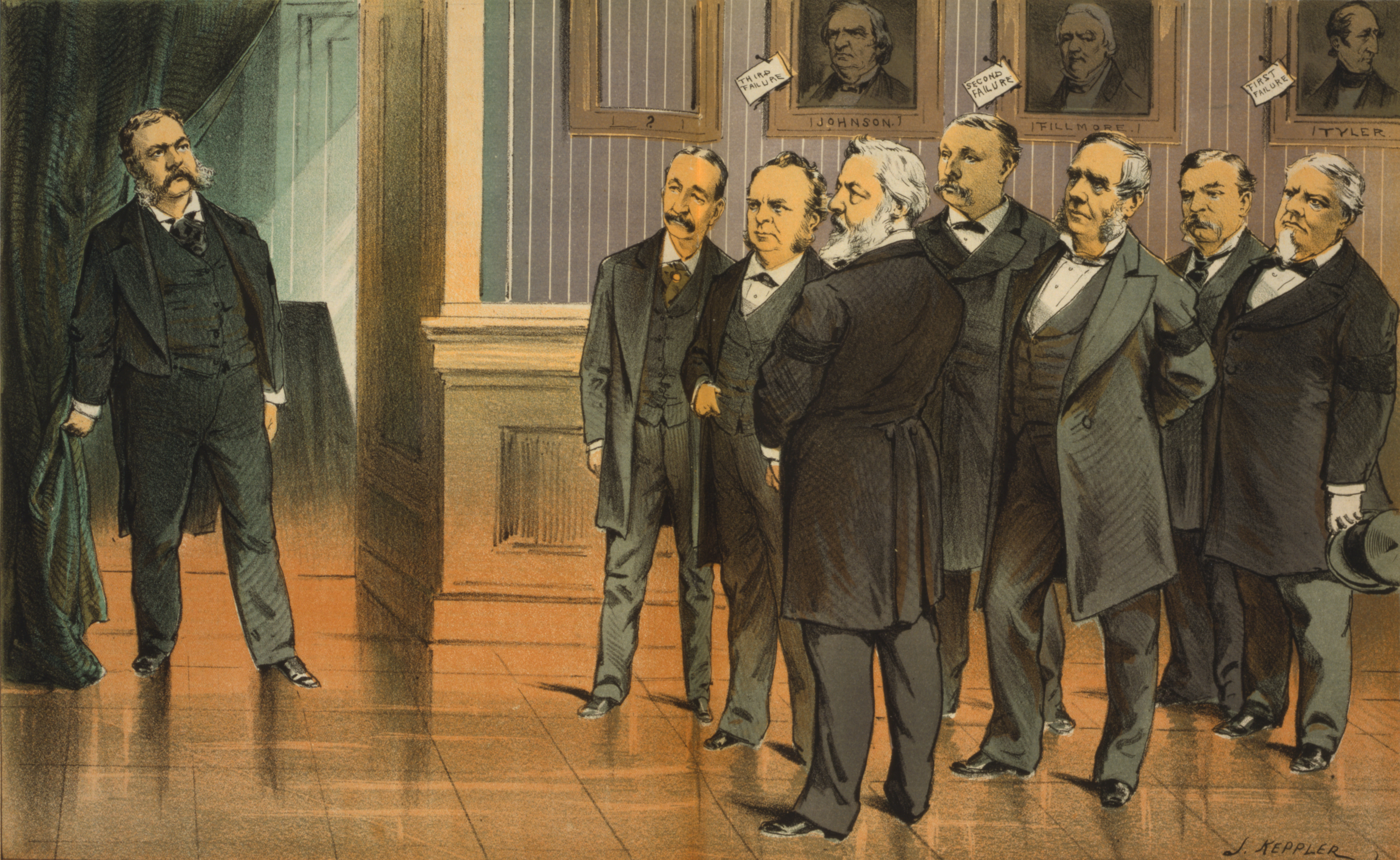
Dessin de 1881 publié dans le magazine Puck représentant Arthur faisant face au cabinet du défunt président Garfield.

Arrivé à Washington le 22 septembre, Arthur renouvela son serment présidentiel, cette fois avec le juge en chef de la Cour suprême Morrison R. Waite, car il n'était pas certain qu'un juge d'État possède l'autorité nécessaire pour administrer le serment présidentiel. Il résida d'abord dans la résidence du sénateur John P. Jones dans l'attente d'importantes modifications qu'il avait ordonné à la Maison-Blanche, dont l'ajout d'une grande verrière réalisée par Louis Comfort Tiffany. Comme Arthur était veuf, sa sœur, Mary Arthur McElroy joua le rôle de première dame. Arthur devint rapidement le célibataire le plus couru de Washington et sa vie sociale fit l'objet de nombreuses rumeurs mais il resta fidèle à la mémoire de sa défunte femme. Son fils, Chester Jr., était alors étudiant à l'université de Princeton et sa fille, Nell, resta à New York avec une gouvernante jusqu'en 1882 ; lorsqu'elle arriva, Arthur tenta de la protéger autant qu'il put contre les intrusions de la presse.
Arthur rentra rapidement en conflit avec l'administration Garfield dont la plupart des membres étaient issus de factions républicaines rivales de celle d'Arthur. Il demanda à ses membres de rester en poste jusqu'en décembre et la réunion du Congrès mais le secrétaire au Trésor William Windom soumis sa démission en octobre pour se lancer dans la course à un poste de sénateur dans son État du Minnesota. Arthur le remplaça par Charles J. Folger, son ami et compagnon au sein des stalwarts de New York. Le procureur général Wayne MacVeagh fut le suivant à démissionner car il considérait qu'en tant que réformateur, il n'avait aucune place dans l'administration Arthur. Malgré l'intervention personnelle du président, MacVeagh démissionna en décembre 1881 et il fut remplacé par Benjamin H. Brewster, un avocat de Philadelphie et un politicien possédant certaines idées réformatrices. Blaine, l'ennemi juré de la faction stalwart, accepta de rester secrétaire d'État jusqu'à la reprise de la session parlementaire mais il démissionna immédiatement après. Conkling espérait qu'Arthur le nommerait à la place de Blaine mais le président choisit Frederick T. Frelinghuysen du New Jersey, un stalwart recommandé par l'ex-président Grant, à sa place. Frelinghuysen conseilla à Arthur de ne pas nommer de stalwarts à d'autres postes mais lorsque le Postmaster General Thomas L. James démissionna en janvier 1882, Arthur choisit Timothy O. Howe, un stalwart du Wisconsin pour le remplacer. Le secrétaire à la Marine William H. Hunt démissionna en avril 1882 et Arthur tenta une approche plus équilibrée en nommant William E. Chandler sur les recommandations de Blaine. Finalement, lorsque le secrétaire à l'Intérieur Samuel J. Kirkwood démissionna le même mois, Arthur nomma Henry M. Teller, un stalwart du Colorado à ce poste. Sur les membres du cabinet qu'Arthur avait hérité de Garfield, seul le secrétaire à la Guerre Robert Todd Lincoln resta durant la totalité du mandat d'Arthur.

### Réforme de la fonction publique

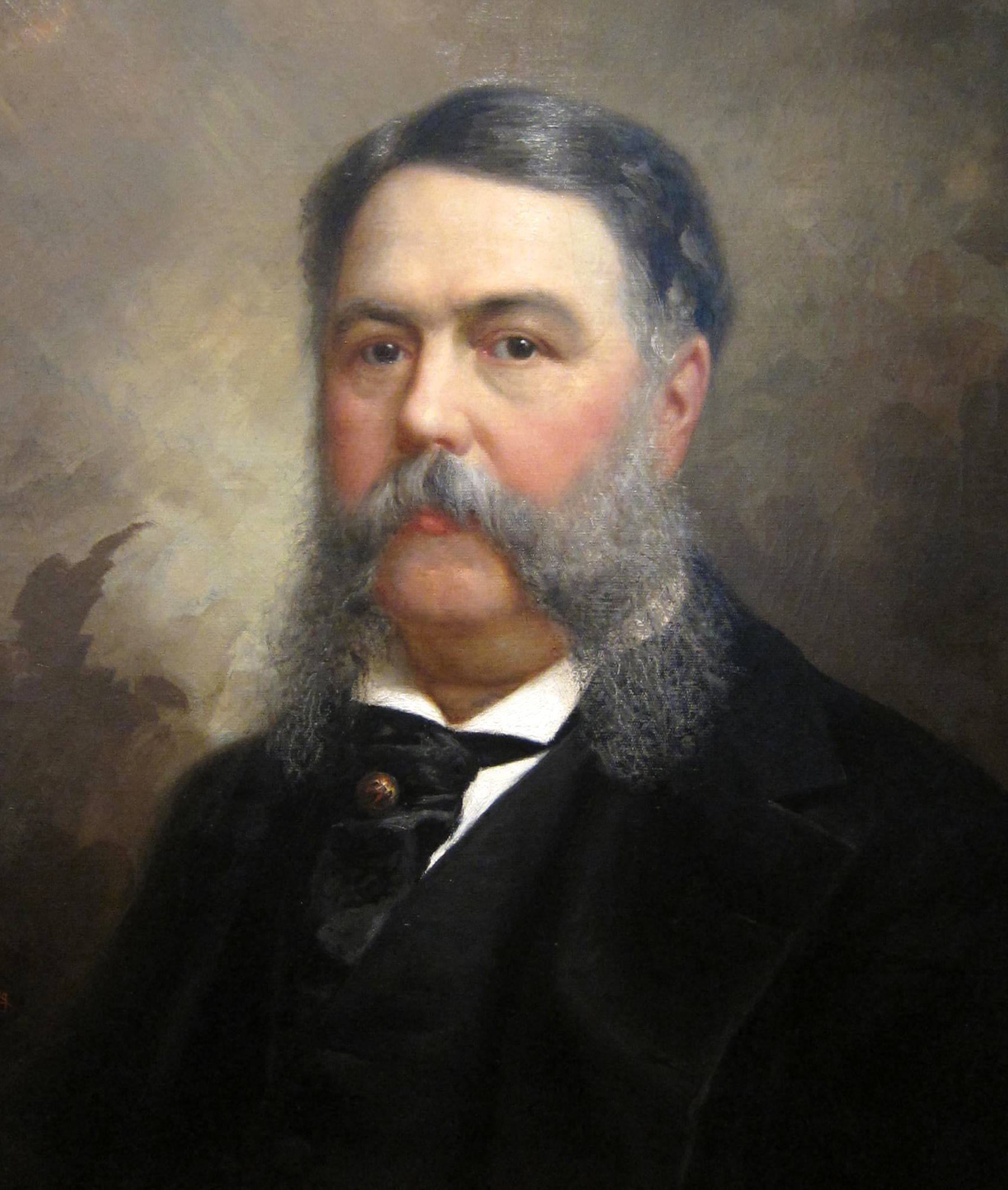
Portrait de Chester A. Arthur réalisé par Ole Peter Hansen Balling en 1881.

Dans les années 1870, le public prit connaissance du scandale des star routes dans lequel des contrats truqués sur les voies postales avaient entraîné une importante corruption avec la complicité de hauts fonctionnaires (dont le second assistant Postmaster General, Thomas J. Brady et l'ancien sénateur Stephen Wallace Dorsey (en)). Pour beaucoup de réformateurs, le nouveau président Arthur, ancien partisan du système des dépouilles, allait tolérer ce genre de corruption et allait enterrer l'enquête sur ce scandale. Néanmoins, le nouveau procureur général, Brewster, poursuivit les enquêtes commencées par McVeagh et engagea les influents avocats démocrates William W. Ker et Richard T. Merrick (en) dans une tentative pour améliorer l'équipe d'enquête et éviter des rumeurs de collusion politique. Bien qu'Arthur ait travaillé étroitement avec Dorsey avant de prendre ses fonctions, une fois au poste il soutint les enquêtes et poussa à la démission des hauts fonctionnaires impliqués dans le scandale. Le procès des responsables de la fraude en 1882 déboucha sur la condamnation de deux accusés mineurs mais le jury ne parvint pas à une majorité pour les autres accusés. Après qu'un juré eut avancé que la défense ait tenté de le corrompre, le juge annula la décision de justice et annonça un nouveau procès. Avant le début du second procès, Arthur muta cinq hauts fonctionnaires jugés trop proches de la défense dont un ancien sénateur. Le nouveau procès commença en décembre 1882 et dura jusqu'en juillet 1883 mais ne déboucha pas sur une condamnation. L'échec à obtenir une condamnation ternit l'image du gouvernement mais Arthur était parvenu à mettre un terme à la fraude.
L'assassinat de Garfield par un avocat dérangé qui cherchait à être nommé à un poste officiel amplifia la demande populaire pour une réforme de la fonction publique. Les chefs démocrates et républicains réalisèrent qu'ils pourraient attirer les votes des réformateurs en s'opposant au système des dépouilles. En 1880, le sénateur démocrate George H. Pendleton de l'Ohio introduisit une loi qui permettrait une sélection des fonctionnaires fondée sur le mérite et sur concours. Dans son discours sur l'état de l'Union de 1881, Arthur demanda une réforme de la fonction publique et Pendleton présenta une nouvelle fois sa loi mais le Congrès la rejeta. Les républicains perdirent des sièges lors des élections de 1882 tandis que les démocrates avaient fait campagne sur la question des réformes. Ainsi, le Congrès sortant était plus favorable à cette question et la loi de Pendleton fut adoptée. Arthur signa le Pendleton Civil Service Reform Act le 16 janvier 1883. En juste deux ans, un stalwart obstiné était devenu le président qui avait fait passer une réforme de la fonction publique attendue depuis plusieurs décennies.
Initialement, la loi ne s'appliquait qu'à 10 % des postes fédéraux et, sans intervention du président, cela aurait pu ne pas aller plus loin. Même après qu'il eut signé la loi, les réformateurs doutaient de la volonté de réforme d'Arthur. À leur grande surprise, il agit rapidement pour nommer les membres de la Civil service commission créée par la loi et proposa les réformateurs Dorman B. Eaton (en), John M. Gregory (en) et Leroy D. Thoman (en) aux postes de commissaires. L'inspecteur en chef Silas W. Burt, était un réformateur de longue date qui avait été l'opposant d'Arthur lorsque les deux hommes travaillaient au bureau des douanes de New York. La commission présenta ses premières recommandations en mai 1883 et en 1884 la moitié des fonctionnaires du service postal et les trois quarts des membres du service des douanes étaient nommés au mérite. La même année, Arthur exprima sa satisfaction concernant ce nouveau système en louant son efficacité « pour obtenir des fonctionnaires compétents et honnêtes et protéger les employés du gouvernement des pressions et du labeur d'examiner les demandes et les plaintes des candidats rivaux au poste ».

### Excédent budgétaire et droits de douane

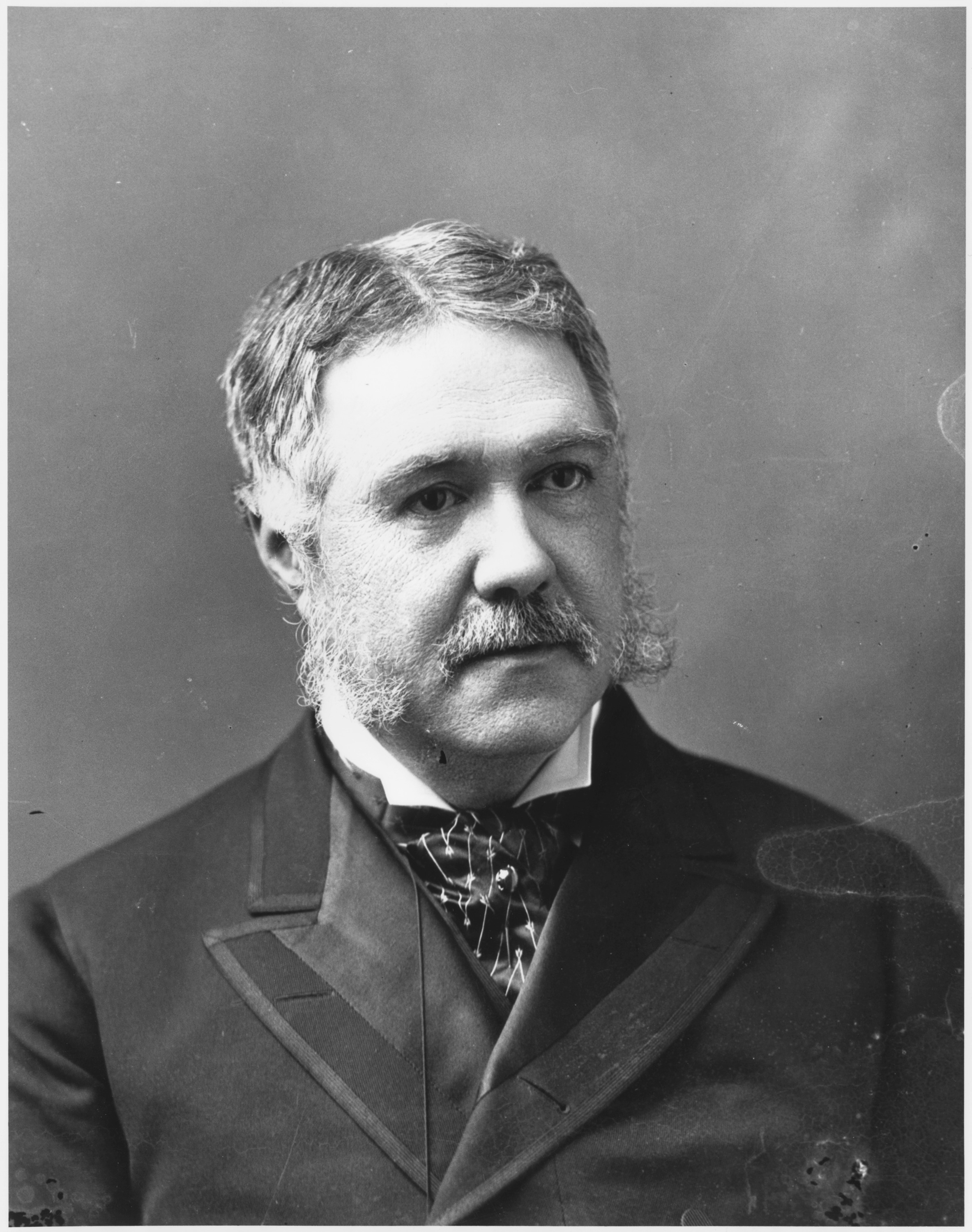
Chester A. Arthur à une date inconnue.

Du fait des taxes créées durant la guerre de Sécession, le gouvernement fédéral collectait depuis 1866 plus d'argent qu'il n'en dépensait et le surplus budgétaire atteignit 145 millions de dollars en 1882 (environ 186 milliards de dollars de 2012,). Les opinions variaient sur la manière d'équilibrer le budget. La plupart des démocrates souhaitaient abaisser les droits de douane pour réduire les recettes et faire baisser le prix des produits importés. Les républicains y étaient opposés et considéraient que les droits de douane élevés permettaient des salaires élevés pour les employés travaillant dans l'industrie. Ils souhaitaient un accroissement des dépenses fédérales en particulier pour réaliser des travaux publics et une réduction des droits d'accise. Arthur était globalement en accord avec son parti et en 1882, il demanda l'abolition des droits d'accise sur tous les produits à l'exception des alcools ainsi qu'une simplification de la complexe structure fiscale. En mai 1882, le représentant William D. Kelley de Pennsylvanie introduisit une loi pour créer une commission fiscale. La loi fut adoptée et signée par Arthur mais ce dernier nomma de nombreux protectionnistes au sein du comité. Les républicains étaient satisfaits de la composition du comité mais furent surpris lorsque, en décembre 1882, le comité proposa au Congrès une coupe dans les droits de douane allant de 20 à 25 %. Les recommandations du comité furent cependant ignorées car la commission fiscale de la Chambre, dominée par les protectionnistes, rédigea le projet de loi limitant les baisses à 10 %. Après accord avec le Sénat, la loi ne réduisit les droits que de seulement 1,47 %. La loi fut adoptée de justesse dans les deux chambres le 3 mars 1883, le dernier jour du 47e Congrès. Arthur signa la loi mais cela ne permit pas de réduire significativement le surplus budgétaire.
Au moment du débat sur les droits de douane, le Congrès tenta d'équilibrer le budget en augmentant les dépenses avec une loi sur les ports et les fleuves qui prévoyait une dépense jamais vue de 19 millions de dollars (environ 25 milliards de dollars de 2012) pour des travaux publics. Arthur n'était pas opposé à ces améliorations mais l'ampleur de la loi le dérangeait de même que l'accent mis sur des « localités particulières » au lieu de projets qui bénéficieraient à la plus grande partie de la nation. Le 1er août 1882, Arthur mit son veto à cette loi impopulaire. Dans son message accompagnant le veto, il écrivit que son objection principale à la loi était qu'elle appropriait des fonds « non pour la défense de l'intérêt commun ou général et ne promouvait pas le commerce entre les États ». Le Congrès contourna son veto et la loi réduisit l'excédent de 19 millions de dollars. De nombreux républicains considéraient la loi comme un succès mais jugèrent par la suite que son impopularité leur avait coûté des sièges lors de l'élection de 1882.

### Affaires étrangères et immigration

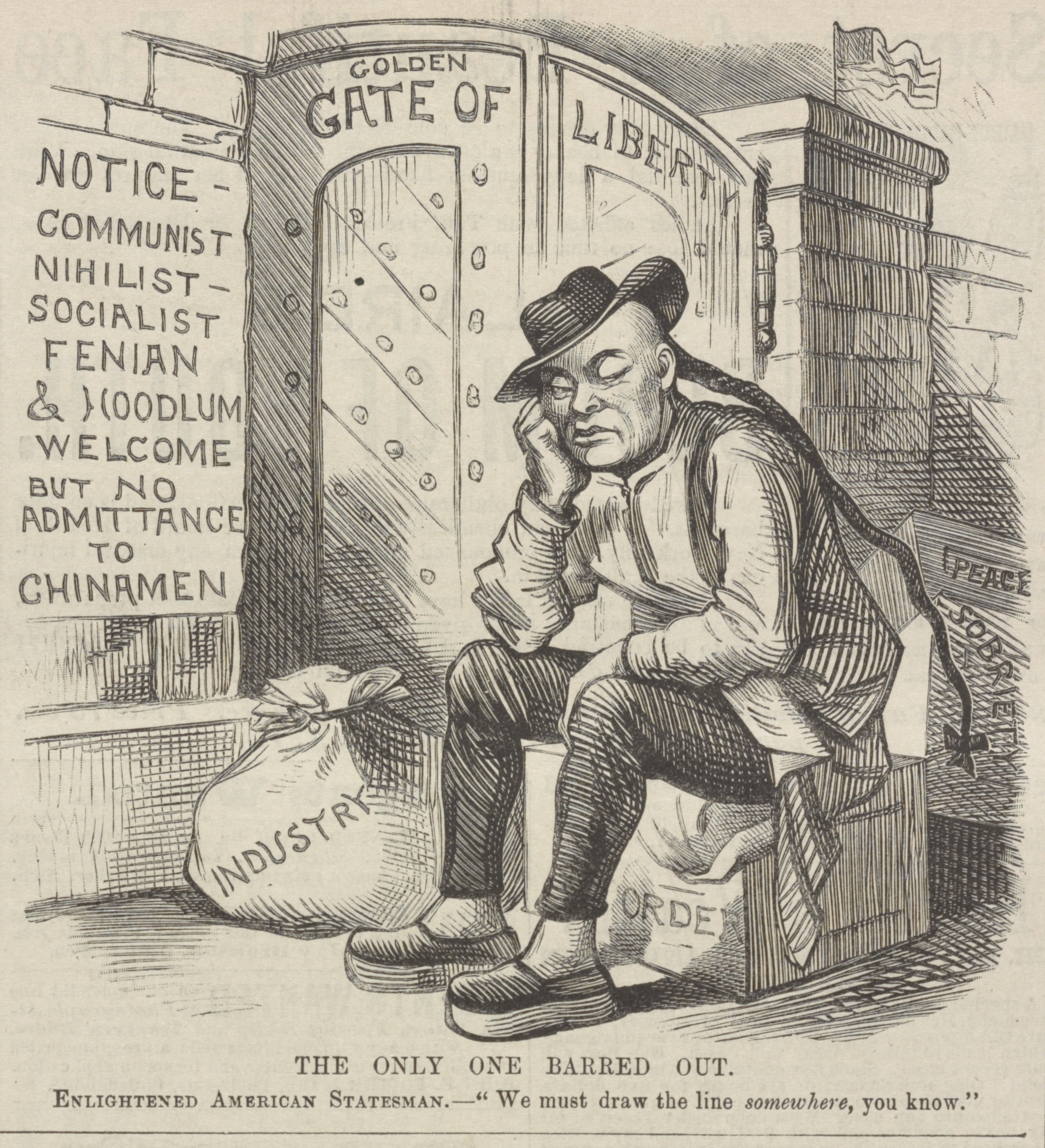
Caricature de 1882 critiquant l'exclusion des immigrants chinois.

Durant la présidence Garfield, le secrétaire d'État James G. Blaine mena la diplomatie américaine en Amérique latine dans une nouvelle direction en proposant des accords commerciaux réciproques et en offrant sa médiation dans les disputes entre les États latino-américains. Blaine proposa la tenue d'une conférence pan-américaine en 1882 pour discuter des questions commerciales et de la fin de la guerre du Pacifique entre la Bolivie, le Chili et le Pérou. Cela marquait un changement significatif dans la politique étrangère américaine auparavant bien plus isolationniste. Blaine ne resta pas en place suffisamment longtemps pour voir le résultat de ses efforts et quand Frederick T. Frelinghuysen le remplaça à la fin de l'année 1881, les efforts pour la préparation d'une conférence furent suspendus. Frelinghuysen mit également fin aux tentatives de médiation américaine dans la guerre du Pacifique car il craignait que les États-Unis n'y soient entraînés. Arthur et Frelinghuysen poursuivirent les efforts de Blaine pour encourager le commerce entre les nations de l'hémisphère occidental et un traité signé en 1882 et approuvé par le Congrès en 1884 avec le Mexique permit la réduction des droits de douane entre les deux pays. La Chambre n'approuva cependant pas la loi nécessaire et le traité ne fut jamais appliqué. Des efforts similaires avec Saint-Domingue et les colonies espagnoles furent rejetés en février 1885 et un traité de réciprocité existant avec le royaume d'Hawaï devint caduc.
Le 47e Congrès consacra beaucoup de temps à la question de l'immigration, parfois en accord avec les idées d'Arthur et parfois contre. En juillet 1882, sans véritable opposition, le Congrès vota une loi régulant les navires à vapeur transportant les immigrés aux États-Unis. À sa surprise, Arthur mit son veto à la loi, citant la formulation du texte ; le Congrès accepta de la réécrire et Arthur la signa. Il signa également en août l'Immigration Act (en) de 1882, qui imposait une taxe de 50 cents (environ 108 dollars de 2012) sur les immigrants et interdisait l'entrée des malades et des handicapés mentaux, des criminels et de toute personne « incapable de se prendre en charge sans devenir un poids pour la société ». Un débat plus important concernait le statut d'un groupe particulier d'immigrants : les Chinois. En 1868, le Sénat avait ratifié le traité de Burlingame avec la Chine qui autorisait une immigration sans limite des Chinois aux États-Unis. Du fait de la contraction économique après la crise bancaire de mai 1873, les immigrants chinois furent accusés de faire baisser les salaires des ouvriers. En réponse, le Congrès vota la loi d'exclusion des Chinois en 1879 qui abrogeait le traité de 1868 mais le président Hayes mit son veto au projet de loi. Trois ans plus tard, après que la Chine ait accepté d'étudier des révisions du traité, le Congrès tenta à nouveau de réduire l'immigration chinoise. Le sénateur John F. Miller de Californie introduisit un texte de loi qui refuserait l'octroi de la citoyenneté américaine aux immigrés chinois et interdirait toute immigration depuis ce pays durant 20 ans. La loi fut adoptée au Sénat et à la Chambre avec des majorités écrasantes et arriva sur le bureau d'Arthur en avril 1882. Arthur mit son veto à la loi, considérant que l'interdiction de 20 ans contrevenait au traité de renégociation de 1880 qui autorisait une suspension « raisonnable » de l'immigration. Les journaux de l'Est du pays félicitèrent Arthur pour son veto mais il fut largement condamné par les journaux de la côte Ouest. Le Congrès fut incapable de contourner le veto et adopta une nouvelle loi qui limitait l'immigration durant 10 ans. Bien qu'il continua de s'opposer au refus de la citoyenneté aux immigrants chinois, Arthur signa la loi de compromis le 6 mai 1882,.

### Réforme navale

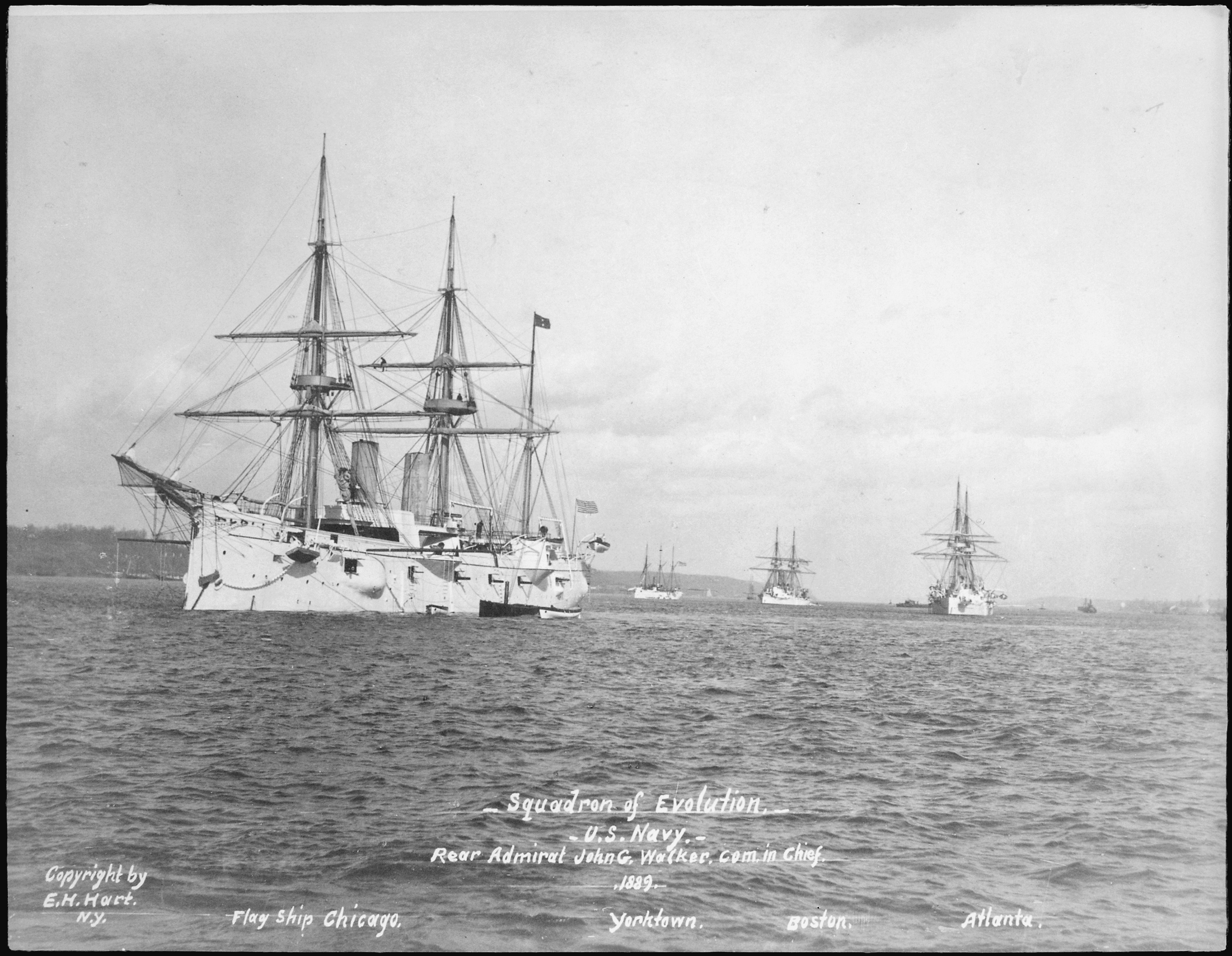
Le Squadron of Evolution à l'ancrage en 1889.

Dans les années qui suivirent la guerre de Sécession, la puissance navale américaine déclina rapidement passant de près de 700 navires à 52 dont la plupart étaient obsolètes. L'effort militaire de la nation durant les quinze années qui avaient précédé l'élection de Garfield et d'Arthur s'était concentré sur les guerres indiennes plutôt que sur l'océan mais avec la pacification progressive de l'Ouest, le Congrès commença à s'inquiéter de l'état déplorable de la marine. Le secrétaire à la Marine de Garfield, William H. Hunt, défendit une réforme de la marine et son successeur, William E. Chandler, nomma un comité chargé de préparer un rapport sur la modernisation. En accord avec les recommandations du rapport, le Congrès vota des fonds pour la construction de trois croiseurs protégés (USS Atlanta, USS Boston et USS Chicago) et d'une canonnière (USS Dolphin), nommés ABCD Ships ou Squadron of Evolution. Le Congrès approuva également la reconstruction de quatre monitors (USS Puritan (en), USS Amphitrite (en), USS Monadnock (en) et USS Terror (en)) qui attendaient leur achèvement depuis 1877. Les contrats pour la construction des navires ABCD furent accordés à l'offre la moins coûteuse, John Roach & Sons de Chester en Pennsylvanie bien que l'entreprise ait auparavant employé Chandler comme lobbyiste. Les démocrates s'opposèrent aux plans de la New Navy et lorsqu'ils reprirent le contrôle du Congrès en 1883, ils refusèrent de voter des fonds pour sept nouveaux navires. Même sans ses navires additionnels, l'état de la marine s'améliora lorsque le dernier des nouveaux navires entra en service en 1889 après de nombreux retards dans la construction.

### Droits civiques

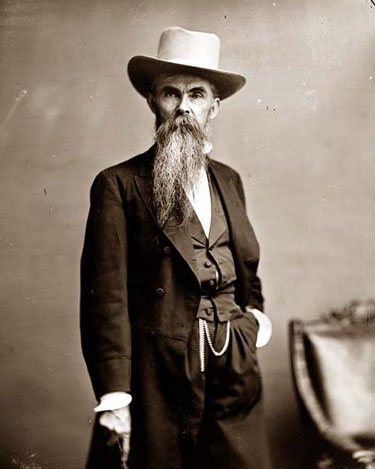
Arthur pensait que le Readjuster Party mené par William Mahone parviendrait à défendre les droits civiques des Afro-américains là où le parti républicain avait échoué.

Comme ses prédécesseurs républicains, Arthur chercha à savoir comment son parti devait s'opposer aux démocrates dans le Sud et sur la manière de protéger les droits civiques des Noirs. En effet, depuis la fin de la Reconstruction, les conservateurs blancs démocrates (ou « démocrates bourbons ») avaient repris le pouvoir dans le Sud et les soutiens du parti républicain, essentiellement les Noirs, étaient progressivement privés de leurs droits civiques par l'intermédiaire des lois Jim Crow. Une faille apparut néanmoins dans le Solid South démocrate avec l'émergence d'un nouveau parti, le Readjuster Party, en Virginie. Ayant remporté une élection dans cet État sur la promesse d'une meilleure éducation (pour les Noirs et les Blancs), l'abolition de l'imposition par tête et du pilori, de nombreux républicains du Nord virent les readjusters comme des alliés plus viables que le parti républicain moribond du Sud. Arthur était d'accord et orienta le soutien fédéral en Virginie en faveur des readjusters plutôt que vers les républicains. Il appliqua le même principe dans les autres États du Sud en forgeant des coalitions avec les indépendants et le Greenback Party. Certains Noirs républicains se sentirent trahis par ce pari pragmatique mais d'autres (dont Frederick Douglass et l'ex-sénateur Blanche K. Bruce) soutinrent les actions de l'administration car les indépendants du Sud avaient des politiques raciales plus libérales que les démocrates. La politique de coalition d'Arthur ne fut cependant réussie qu'en Virginie et à partir de 1885 le mouvement des readjusters commença à s'effondrer avec l'élection d'un président démocrate. D'autres actions fédérales pour le compte des Noirs furent également inefficaces. Lorsque la Cour suprême annula le Civil Rights Act de 1875 dans une décision de 1883, Arthur exprima son désaccord dans un message au Congrès mais il fut incapable de le convaincre de voter une nouvelle législation. Arthur parvint cependant à intervenir pour annuler une décision en cour martiale concernant un cadet noir de l'académie militaire de West Point, Johnson Whittaker (en), après que le juge-avocat général de l'armée, David G. Swaim (en), eut prouvé que le dossier à charge avait été réalisé sur des motifs raciaux.
L'administration affronta un problème différent dans l'Ouest où l'église mormone était sous pression fédérale pour qu'elle mette fin à la pratique de la polygamie dans le territoire de l'Utah. Garfield considérait que la polygamie était un comportement criminel et était contraire aux valeurs familiales et Arthur était, pour une fois, en accord avec son prédécesseur. En 1882, il signa l'Edmunds Act (en) qui faisait de la polygamie un crime fédéral et interdisait aux polygames de devenir fonctionnaires.
L'administration Arthur dut également gérer le changement de relations avec les tribus amérindiennes. Les guerres indiennes se terminaient et l'opinion publique évoluait vers une plus grande tolérance. Arthur pressa le Congrès d'accroître les fonds pour l'éducation des Amérindiens, ce qu'il fit en 1884 mais pas à l'échelle qu'il souhaitait. Arthur était également favorable à une évolution vers le système de parcellisation, selon lequel les individus, et non les tribus, possédaient les terres. Arthur fut incapable de convaincre le Congrès d'adopter cette idée durant son mandat mais en 1887, le Dawes Act fit évoluer la loi pour favoriser un tel système. Le système était soutenu par les réformateurs libéraux mais il se révéla finalement désavantageux pour les Amérindiens car la plupart des terres furent vendues à bas prix à des spéculateurs blancs. Durant la présidence d'Arthur, les colons et les éleveurs de bétail continuèrent de s'implanter dans les territoires attribués aux Amérindiens. Arthur s'opposa à cette évolution mais après que le secrétaire à l'Intérieur Henry M. Teller, un opposant de la parcellisation, l'ait assuré que les terres n'étaient pas protégées, le président ouvrit à la colonisation la réserve de Crow Creek dans le territoire du Dakota en 1885. Son successeur, Grover Cleveland, considérait cependant que les terres appartenaient aux Amérindiens et il annula l'ordre exécutif d'Arthur quelques mois plus tard.

### Fin de mandat

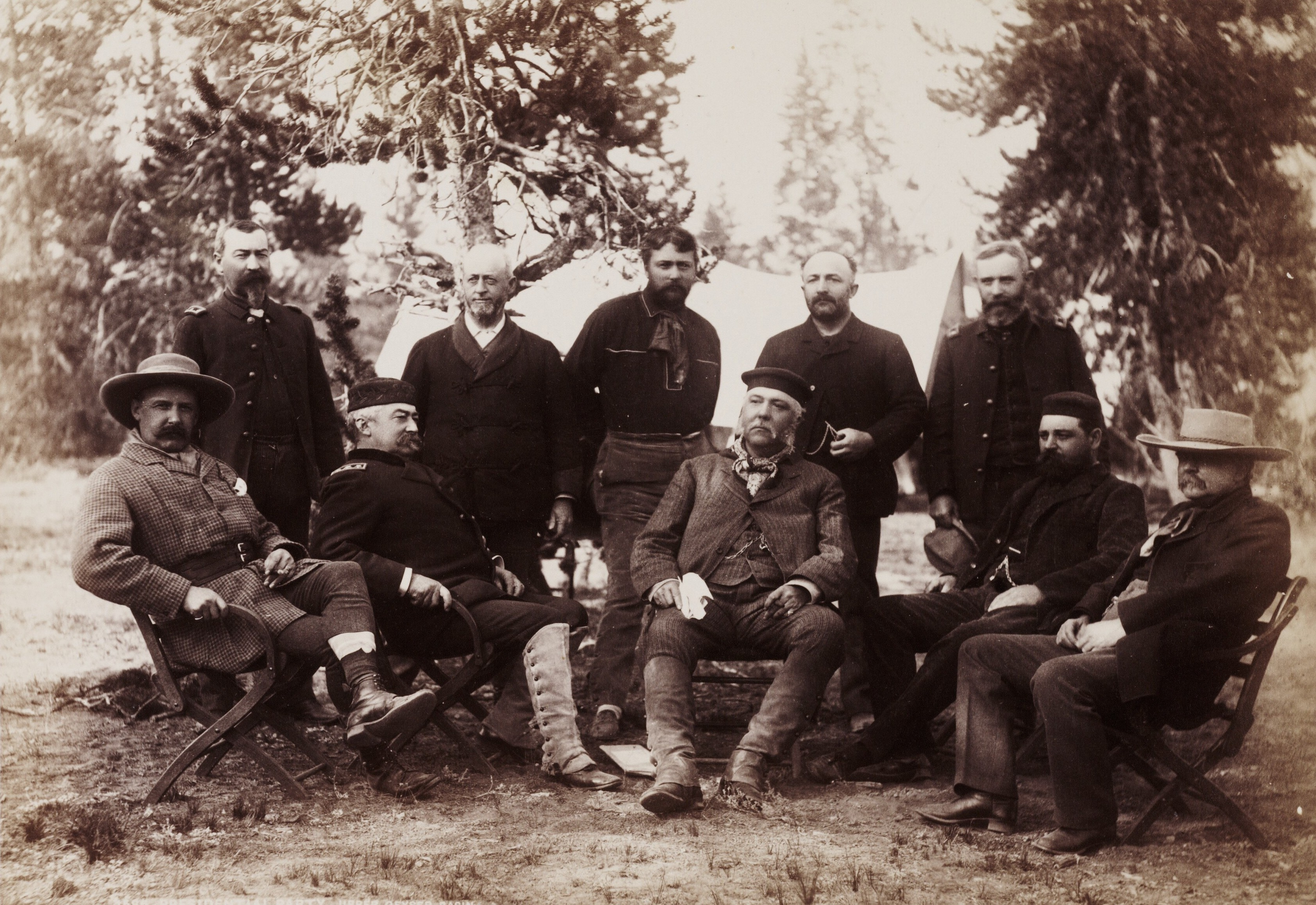
Arthur (au centre) lors d'une expédition dans le parc national de Yellowstone avec Philip Sheridan (à sa droite) et Robert Todd Lincoln (à sa gauche) en 1883.

Peu après être devenu président, Arthur fut diagnostiqué avec la maladie de Bright, une affection rénale aujourd'hui appelée néphrite. Il tenta de garder sa maladie secrète mais en 1883 des rumeurs concernant son état commencèrent à circuler. À ce moment, il avait maigri et paraissait plus vieux ainsi que moins énergique pour rester en phase avec les exigences de la présidence. Espérant améliorer sa santé en quittant Washington, Arthur et quelques amis politiques se rendirent en Floride en avril 1883. Le voyage eut l'effet opposé et Arthur souffrit d'intenses douleurs avant de rentrer à Washington. Plus tard dans l'année, sur les conseils du sénateur George Graham Vest du Missouri, il visita le parc national de Yellowstone. Les journalistes accompagnant le président permirent de faire connaître le nouveau système de parcs nationaux. Le voyage à Yellowstone fut plus bénéfique pour la santé d'Arthur que celui en Floride et il revint à Washington en meilleure santé après deux mois de voyage.
À l'approche de l'élection présidentielle de 1884, James G. Blaine était considéré comme le favori pour la nomination républicaine mais Arthur envisageait lui aussi un second mandat présidentiel. Dans les mois qui précédèrent la convention républicaine de 1884, Arthur commença à réaliser qu'aucune faction du parti républicain n'était prête à le soutenir : les half-breeds étaient à nouveau solidement derrière Blaine tandis que les stalwarts étaient indécis ; certains soutenaient Arthur et d'autres étaient des partisans du sénateur John A. Logan de l'Illinois. Les républicains réformateurs s'étaient rapprochés d'Arthur après qu'il eut soutenu la réforme de la fonction publique mais ils n'étaient pas toujours certains de sa volonté et le sénateur George F. Edmunds (en) du Vermont, un partisan de longue date de cette cause, apparaissait comme un concurrent sérieux. Les chefs d'entreprise ainsi que les républicains du Sud qui lui devaient leur emploi grâce au système de soutien fédéral étaient en sa faveur mais au moment où ils commencèrent à faire campagne pour lui, Arthur s'opposa à une campagne sérieuse pour sa candidature. Il fit une campagne symbolique, croyant qu'abandonner mettrait en doute ses actions à la Maison-Blanche et poserait des questions sur sa santé mais au moment où la convention débuta sa défaite était presque assurée. Blaine était en tête au premier tour et il remporta la majorité des votes au quatrième. Arthur lui télégraphia ses félicitations et accepta sa défaite avec sérénité. Il ne joua aucun rôle dans la campagne de 1884, ce que Blaine considéra comme ayant contribué à sa défaite face à son adversaire démocrate, Grover Cleveland.

### Administration et Cabinet

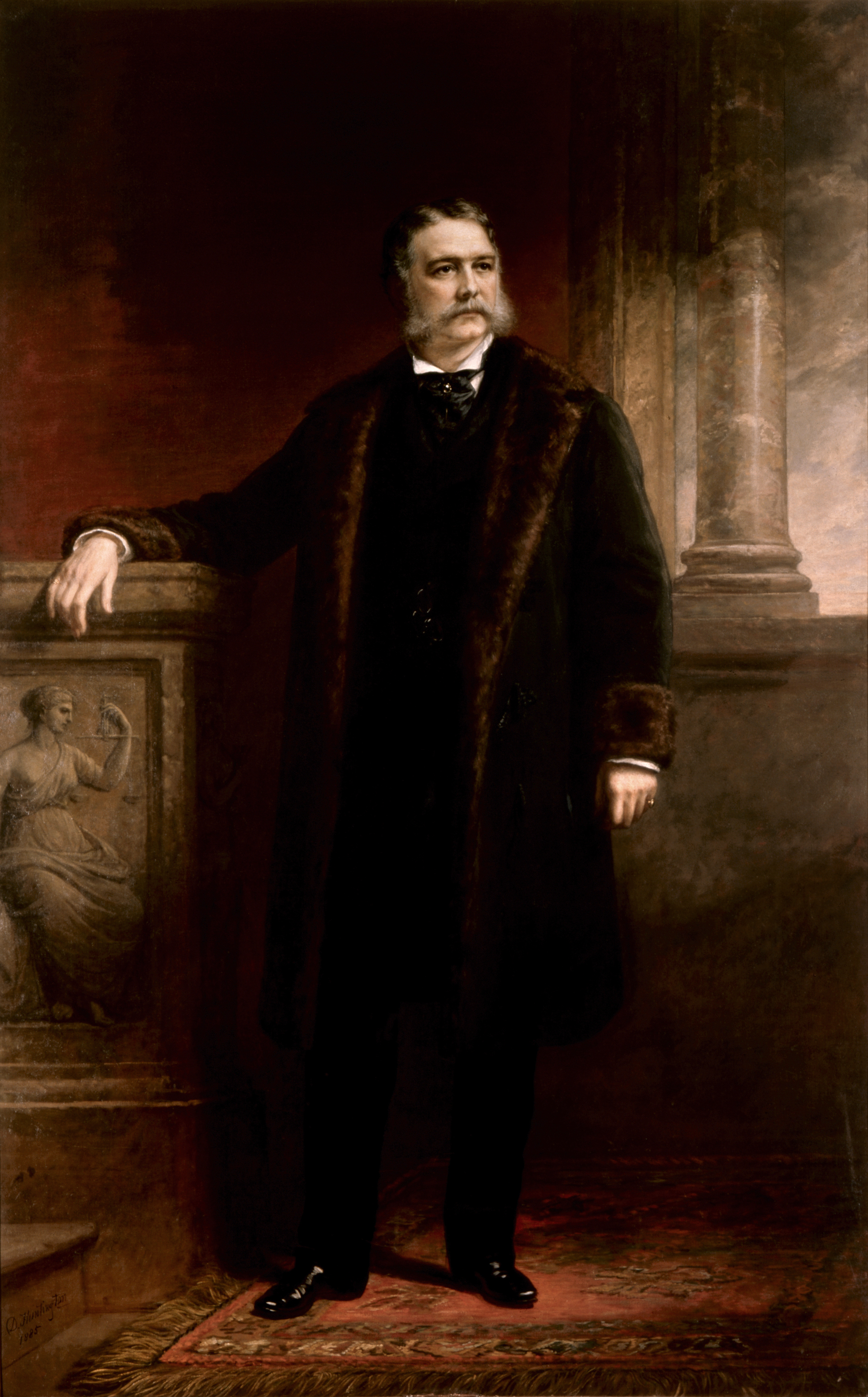
Portrait officiel d'Arthur réalisé par Daniel Huntington.

## Nominations judiciaires

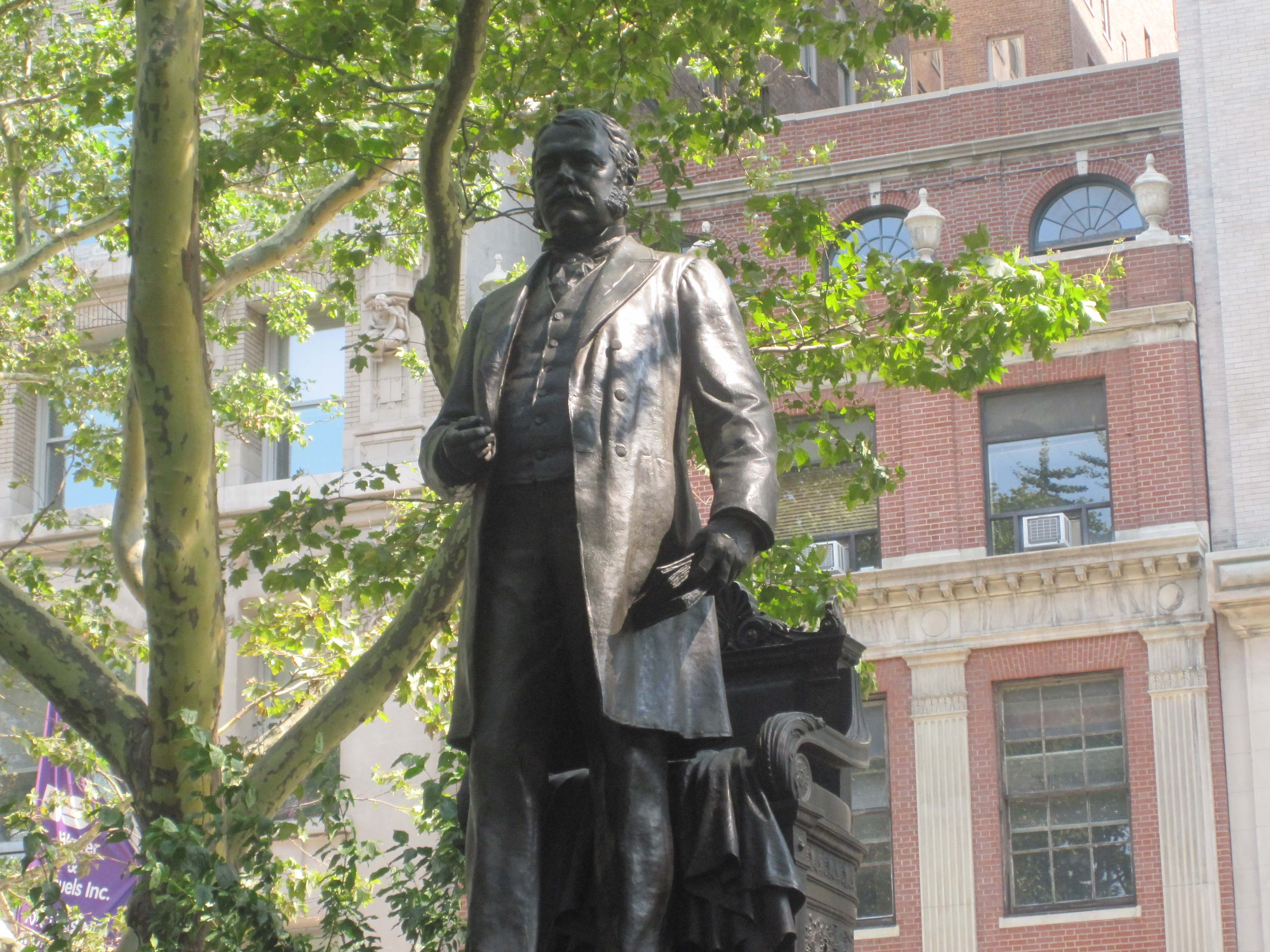
Statue de bronze de Chester A. Arthur à Madison Square à New York.

Arthur nomma deux juges à la Cour suprême des États-Unis. La première vacance eut lieu en juillet 1881 avec la mort du juge assesseur Nathan Clifford, un démocrate qui y siégeait depuis la fin de la guerre de Sécession. Arthur nomma Horace Gray, un éminent juriste de la Cour suprême du Massachusetts pour le remplacer et la nomination fut facilement confirmée. Gray servit jusqu'en 1902 et fut l'auteur de l'arrêt United States v. Wong Kim Ark (en) de la Cour qui annula la section de la loi d'exclusion des Chinois qui refusait la citoyenneté américaine aux immigrants chinois. La seconde vacance eut lieu lors de la retraite du juge assesseur Ward Hunt (en) en janvier 1882. Arthur nomma initialement son ancien boss politique, Roscoe Conkling ; il doutait que Conkling accepterait mais il se sentait obligé d'offrir un poste influent à son ancien patron. Le Sénat confirma la nomination mais comme prévu Conkling refusa. Le sénateur George Edmunds était le second choix d'Arthur mais il refusa également ; ce fut la dernière fois qu'un candidat confirmé par le Sénat refusa sa nomination à la Cour suprême. Finalement Arthur nomma Samuel Blatchford (en), un juge de la Cour d'appel des États-Unis pour le deuxième circuit depuis 15 ans. Blatchford accepta et sa nomination fut approuvée en moins de deux semaines. Blatchford servit à la Cour jusqu'à sa mort en 1893. En plus de la Cour suprême, Arthur nomma quatre juges à des cours de circuit et treize autres à des courts de districts.

## Retraite et mort
Arthur quitta ses fonctions en 1885 et retourna dans sa résidence de New York. Deux mois avant la fin de son mandat, plusieurs stalwarts de New York l'approchèrent pour lui proposer de concourir pour le Sénat mais il refusa préférant retourner à son métier de juriste au sein du cabinet Arthur, Knevals & Ransom. Sa santé limitait ses activités et Arthur se consacrait à des missions de conseil. Il prit peu de responsabilités dans le cabinet et il était souvent trop malade pour quitter sa maison. Il participa à quelques manifestations publiques jusqu'à la fin de l'année 1885.

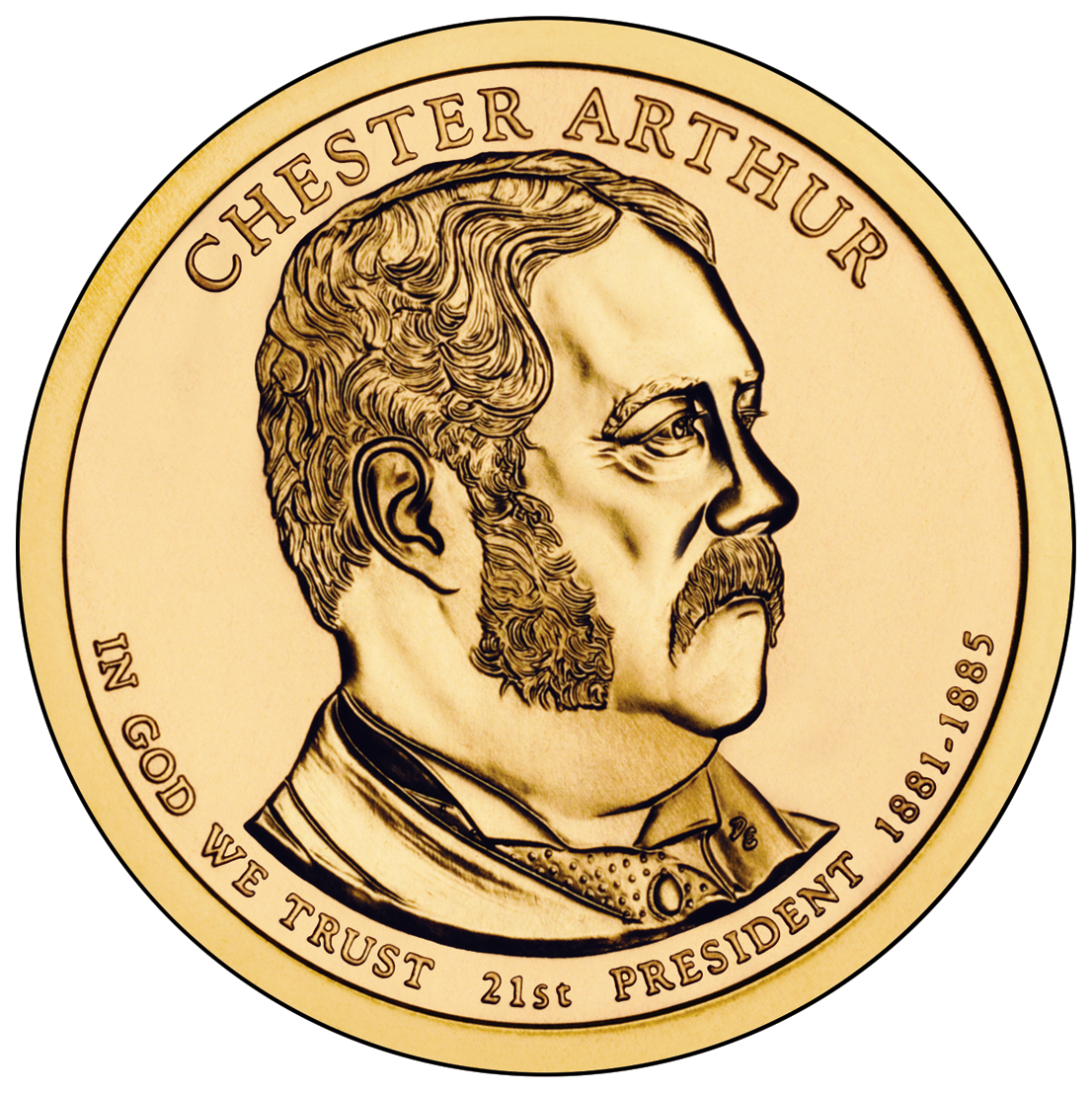
Pièce de la série du dollar présidentiel à l'effigie d'Arthur.

Après avoir passé l'été 1886 à New London dans le Connecticut, il revint assez malade et le 16 novembre, il demanda de brûler presque tous ses documents personnels et officiels,. Le lendemain, Arthur souffrit d'une hémorragie intra-cérébrale et ne reprit jamais conscience ; il mourut le jour suivant à l'âge de 57 ans. Le 22 novembre, des funérailles privées furent organisées à New York en présence du président Cleveland, de l'ancien président Hayes et d'autres personnalités. Arthur fut inhumé à côté des tombes de nombreux membres de sa famille et de ses ancêtres à l'Albany Rural Cemetery de Menands. Il fut placé aux côtés de son épouse dans un sarcophage.

## Héritage
À sa mort, le New York World écrivit qu'« aucune mission ne fut négligée sous son administration et aucun projet aventureux n'inquiéta la nation ». En 1898, une statue en bronze de 5 m d'Arthur réalisée par George Edwin Bissell (en) fut installée sur une piédestal de granite au Madison Square de New York. Elle fut dévoilée en 1899 par sa sœur, Mary Arthur McElroy, et lors de la cérémonie, le secrétaire à la Guerre Elihu Root déclara qu'Arthur était « un homme d'État sage et un administrateur ferme et efficace » tout en reconnaissant qu'il avait été isolé et peu apprécié de son parti. L'impopularité d'Arthur de son vivant a rejailli sur les évaluations des historiens et sa réputation au moment de quitter ses fonctions s'effaça. En 1935, l'historien George F. Howe écrivit qu'Arthur restait « dans l'obscurité en contraste étrange par rapport à son rôle significatif dans l'histoire américaine ». En 1975, Thomas C. Reeves (en) indiqua que ses « nominations, bien que peu remarquables, furent extraordinairement judicieuses ; la corruption et les scandales qui dominèrent les affaires et les politiques de la période ne ternirent pas son administration ». Dans sa biographie de 2004, Zachary Karabell (en) écrivit que même si Arthur était « physiquement tendu et émotionnellement affecté, il s'efforça de faire ce qui était bien pour le pays ».

### Traduction
- (en) Cet article est partiellement ou en totalité issu de l’article de Wikipédia en anglais intitulé « Chester Alan Arthur » (voir la liste des auteurs).